# Plan X
Plan X – wytyczne do działania dla WiN na okres bezpośrednio przedwojenny i na czas wojny opracowane przez CIA.

## Historia
Jedną ze struktur, które pozostały w Wielkiej Brytanii po likwidacji Polskich Sił Zbrojnych na Zachodzie, był tzw. Zawiązek Sztabu Głównego (krypt. Montownia). Struktura ta miała na celu przygotowanie warunków do odtworzenia Polskich Sił Zbrojnych w wypadku wybuchu III wojny światowej. Z Zawiązkiem byli związani m.in. gen. Tadeusz Bór-Komorowski, gen. Antoni Chruściel, gen. Stanisław Kopański. W październiku 1949 roku rozpoczęła się bliższa współpraca tego ośrodka emigracyjnego z V Zarządem WiN, a w lutym następnego roku przybrała planowy charakter. Zadaniem WiN miało być przygotowanie kraju do walki zbrojnej, a podporządkowanie się Sztabowi Głównemu miało nastąpić w momencie wybuchu przewidywanego konfliktu zbrojnego.
Efektem tej współpracy był Plan „X”, opracowany na żądanie kierownictwa V Zarządu WiN przez grupę oficerów pod kierunkiem gen. Kopańskiego i płk. Stanisława Jachnika z Zawiązka Sztabu Głównego. W ogólnym zarysie plan ten nawiązywał do opracowanego wcześniej Planu „K”. Do kraju przekazał go Adam Boryczka w marcu 1950 roku. Zawierał on wytyczne dla podziemia zarówno przed, jak i po ewentualnym wybuchu konfliktu zbrojnego pomiędzy Zachodem a ZSRR i jego satelitami. Zawierała ona wytyczne dla wydziału wojskowego WiN o kryptonimie „Kuźnia”.
W pierwszym okresie, przed rozpoczęciem konfliktu, jego zadaniem było bieżące rozpoznanie sytuacji w kraju, zwłaszcza stanu sił zbrojnych i sił bezpieczeństwa reżimu, z uwzględnieniem: ich organizacji, wyszkolenia, uzbrojenia, dyslokacji, nastrojów, możliwości mobilizacyjnych, możliwych zadań i sposobu użycia na wypadek konfliktu. W kręgu zainteresowania był stan gospodarki kraju, przemysłu wojennego, polityki wewnętrznej reżimu, cele i metody propagandy. Należało też ocenić postępy rzeczywistej komunizacji i orientacji prosowieckiej w społeczeństwie, nastroje klas i grup społecznych, ich siłę oporu i możliwe reakcje na politykę reżimu. Analiza miała również objąć stan innych organizacji podziemnych i sposoby ich aktywizacji. Dlatego należało zorganizować w ważniejszych rejonach kraju grupy konspiracyjne liczące od pięciu do dziesięciu osób, które byłyby wyposażone w radiostacje. Ich zadaniem miało być szybkie informowanie o sytuacji po wybuchu wojny. Każda z nich miała być zdolna do samodzielnego wykonywania zadań i utrzymywania łączności z „Montownią”, nawet bez pośrednictwa „Kuźni”. Do wykonywania tych zadań o wyraźnym charakterze wywiadowczym zamierzano zaangażować 50-100 ludzi w całym kraju. Był to początek gry operacyjnej o kryptonimie „Cezary” z gen. Kopańskim, która trwała przez dwa lata. W jej ramach kraj, czyli „Hellada”, zwracał się do „Montowni” z prośbą o wytyczne bądź z nią polemizował w sytuacjach, gdy Sztab Główny przeceniał jej siły i możliwości.
Plan zakładał przeprowadzenie dywersji na liniach kolejowych biegnących ze wschodu na zachód, jak np. mosty, w Grudziądzu, Toruniu, Warszawie i Krakowie. Ponadto przewidywał wysłanie przez Amerykanów około 100 oficerów, którzy mieli zostać doradcami wojskowymi, wyposażonymi w sprzęt nadawczo-odbiorczy.
Wzrost napięcia międzynarodowego spowodował poszukiwanie dróg współpracy pomiędzy ugrupowaniami emigracji politycznej z krajów znajdujących się w sowieckiej strefie wpływów a organizacjami wywiadowczymi Zachodu. Żelazna kurtyna stawała się coraz bardziej szczelna i wiadomości przenikające zza niej były coraz mniej wartościowe. Z kolei emigranci rozpaczliwie poszukiwali środków finansowania działalności niepodległościowej. Chociaż Delegatura WiN za granicą („Dardanele”) od początku działalności utrzymywała pewne kontakty z brytyjską Secret Intelligence Service, w 1949 roku Brytyjczycy niemal całkowicie obcięli subsydia.
W tej sytuacji w listopadzie 1950 roku Józef Maciołek i Edward Kulikowski zdecydowali się podpisać umowę o współpracy z CIA. Zakładała ona równość obu stron i zasadę wzajemności. Łącznikiem pomiędzy organizacjami został płk Paweł Sapieha, kadrowy pracownik CIA. Współpraca miała obejmować pomoc w stworzeniu w kraju organizacji podziemnej, która w wypadku wybuchu konfliktu byłaby zdolna do podjęcia walki zbrojnej. W tym celu miano typować i przerzucać do Niemiec zachodnich ludzi z kraju, szkolić ich w działalności wywiadowczej i dywersyjnej oraz kierować z powrotem do kraju. Oczywiście miały zostać zapewnione środki łączności, czyli radiostacje, sprzęt do utajonej korespondencji i pomoc w jego przerzucie do Polski. Operacjami tymi kierował osobiście kierownik operacji paramilitarnych CIA Frank Wisner, który otrzymał zadanie „przeprowadzenia wielkiej tajnej ofensywy przeciwko ZSRR”.